# Baranec (mikroregion)
Baranec je mikroregion na středním Liptově v okrese Liptovský Mikuláš. Má rozlohu 76,68 km² a v pěti obcích zde v roce 2006 žilo 2 032 obyvatel. Patří sem obce: Beňadiková, Jakubovany, Jamník, Konská a Liptovský Ondrej.
Byl zaregistrovaný v roce 2001 a rozprostírá se v podhorské oblasti severní části Liptovské kotliny a v Západních Tatrách. Je pojmenovaný podle stejnojmenného vrchu.